# NGC 2089
NGC 2089 est une vaste galaxie lenticulaire située dans la constellation du Lièvre. NGC 2089 a été découverte par l'astronome germano-britannique William Herschel en 1785.

## Caractéristiques
Sa vitesse par rapport au fond diffus cosmologique est de 3 054 ± 19 km/s, ce qui correspond à une distance de Hubble de 45,1 ± 3,2 Mpc (∼147 millions d'al).
À ce jour, une mesure non basée sur le décalage vers le rouge (redshift) donne une distance d'environ 45,300 Mpc (∼148 millions d'al). Cette valeur est à l'intérieur des valeurs de la distance de Hubble.